# Corrosão profunda assistida por íons
A corrosão profunda assistida por íons, conhecida como DRIE (Deep reactive-ion etching), é uma técnica com a qual  tornou-se possível fazer a remoção de material do substrato semicondutor com o objetivo de atingir altas profundidades e, a partir disso, construir certos componentes eletrônicos feitos na indústria de microeletrônica, além de estruturas tridimensionais presentes em microssistemas eletromecânicos (Microelectromechanical systems – MEMS). Neste processo, a corrosão do substrato é privilegiada de forma unidirecional (alto caráter anisotrópico), com altas taxas de corrosão e alta razão de aspecto. 

Dada corrosão profunda é realizada em ambiente de plasma frio quando o substrato é colocado em uma região chamada de bainha. O plasma frio ocorre a partir da ruptura dielétrica de gases, provocando o processo de ionização parcial, mediante a presença de uma diferença de potencial elétrico aplicada entre dois eletrodos, com geometrias variadas, conectados a duas fontes de tensão RF específicas (Frequência de Rádio– 13,56 MHz) dentro de um reator de plasma do tipo indutivo ou ICP (Inductively Coupled Plasma) à pressão baixa imposta por um sistema de vácuo.

## Corrosão assistida por íons (RIE)
A corrosão por plasma ou seca baseia-se na transferência de momento causada pelo choque dos íons, gerados a partir do plasma, sobre a superfície do substrato em pressão baixa (10mTorr à 500mTorr) dentro de um reator de processo. Cabe ressaltar que este processo também é dependente de parâmetros como potência do plasma, fluxo e tipo gás precursor que, para corrosão de silício, pode ser fluorado, clorado ou bromado. 

Na indústria de microeletrônica, existe um processo chamado de corrosão assistida por íons ou RIE (Reactive-Ion Etching) no qual a superfície do substrato sofre a ação conjunta do choque dos íons positivos e reações químicas promovidas pelos radicais do plasma quando o substrato é colocado sobre uma região chamada de bainha catódica. Tal bainha apresenta uma queda de potencial elétrica negativa em relação a região quasi-neutra do plasma, fazendo com os íons positivos sejam acelerados em direção à superfície do substrato, provocando inúmeras colisões que caracterizam um processo físico. Dado bombardeamento iônico fortalece as reações químicas entre os átomos precursores, advindos do vapor do sistema, com os átomos da superfície do substrato, auxiliando nos processos de adsorção e quimiossorção. Após a ocorrência destes processos citados, certos compostos ou moléculas, gerados a partir da formação de ligações químicas entre radicais do plasma e os átomos da superfície do substrato, tendem a sofrer o processo químico chamado de dessorção. Com isso, a maior parte do material exposto ao plasma é volatizado e bombeado pelo sistema de vácuo. 

## Processo BOSCH
A partir do princípio de corrosão seca por RIE, a corrosão por DRIE do substrato de silício baseia-se no processo pulsado de ciclos de corrosão do silício e passivação da superfície por deposição de filme fino polimérico a partir de plasma de gases precursores fluorados como hexafluoreto de enxofre (SF6) e octafluoretociclobutano (C4F8) respectivamente (Figura 1). Tais ciclos devem ocorrer em intervalos de tempo específicos, tanto para a deposição polimérica quanto para a corrosão do substrato, para garantir um alto grau de anisotropia e alta taxa de corrosão à temperatura ambiente. Esta combinação de etapas também possui uma alta seletividade de processo. 

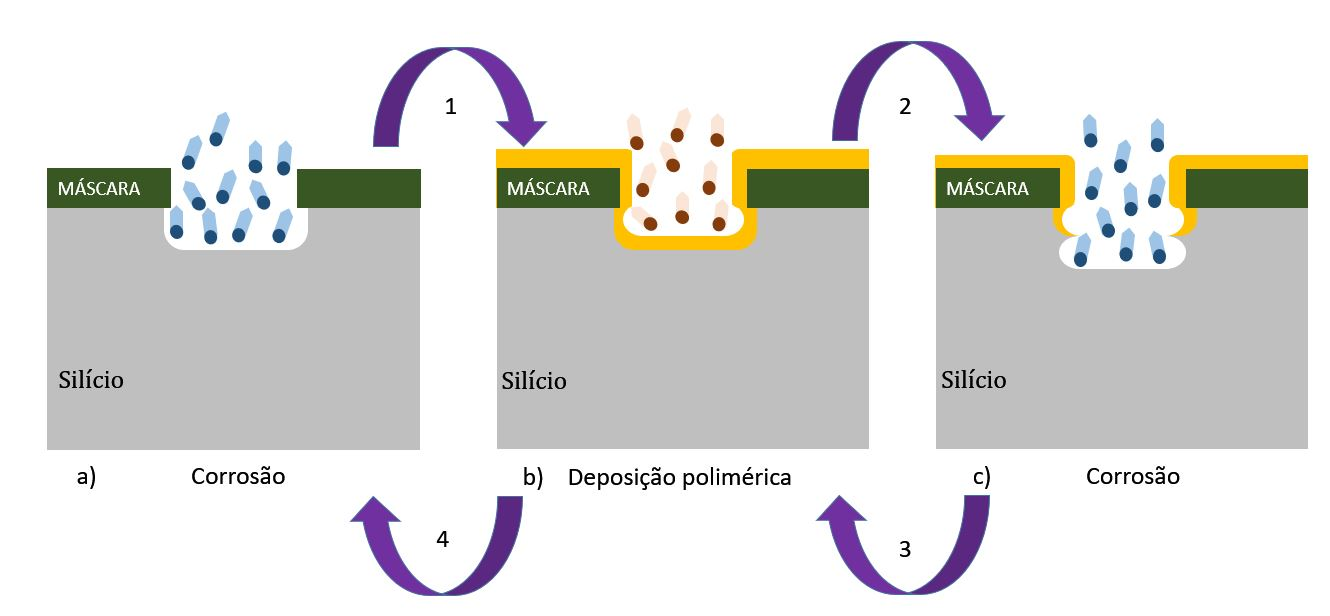
Figura 1. Representação esquemática dos ciclos de corrosão/deposição presentes no Processo Bosch.

O plasma de gases fluorados promove uma alta taxa de corrosão do substrato de silício. Entretanto, também apresenta uma alta reatividade química, ou seja, a reação química é extremamente espontânea com o substrato de silício. Por este motivo, a corrosão tende a ser intrinsicamente isotrópica e faz com que o material do substrato seja removido em todas as direções.
Para garantir a máxima anisotropia de processo, desenvolveu-se uma técnica na qual se faz necessário promover a passivação do substrato através da deposição de um filme fino polimérico, que é resultante da reação entre íons e radicais advindos do gás precursor como C4F8 no sistema de plasma, após a etapa ou ciclo de corrosão. Foi observado que esta camada de passivação formada apresenta uma função de proteção das regiões laterais da cavidade no silício durante o ciclo de corrosão feita pelo bombardeamento iônico das espécies geradas a partir do plasma SF6. Com isso, este processo apresentou taxas de corrosão maiores do filme fino polimérico no inferior da cavidade do que em suas laterais e garantindo assim corrosões mais anisotrópicas e profundas no substrato de silício. Dado procedimento ficou conhecido como Processo BOSCH. Todavia, é observado um efeito de oscilação significativo nas paredes da cavidade, conhecida como scalloping, devido a corrosão isotrópica promovida pelo plasma de SF6 exclusivamente (Figura 2).

## Aplicações da corrosão por DRIE
Com o desenvolvimento do Processo BOSCH, foi possível atingir trincheiras com alta profundidade em substratos semicondutores dado que este processo apresenta taxas de corrosão próximas à 20 µm/min em relação ao RIE,1 µm/min , alto grau de anisotropia e alta razão de aspecto; gerando assim um aumento de eficiência e possibilitando estabelecer seguintes estruturas e aplicações:

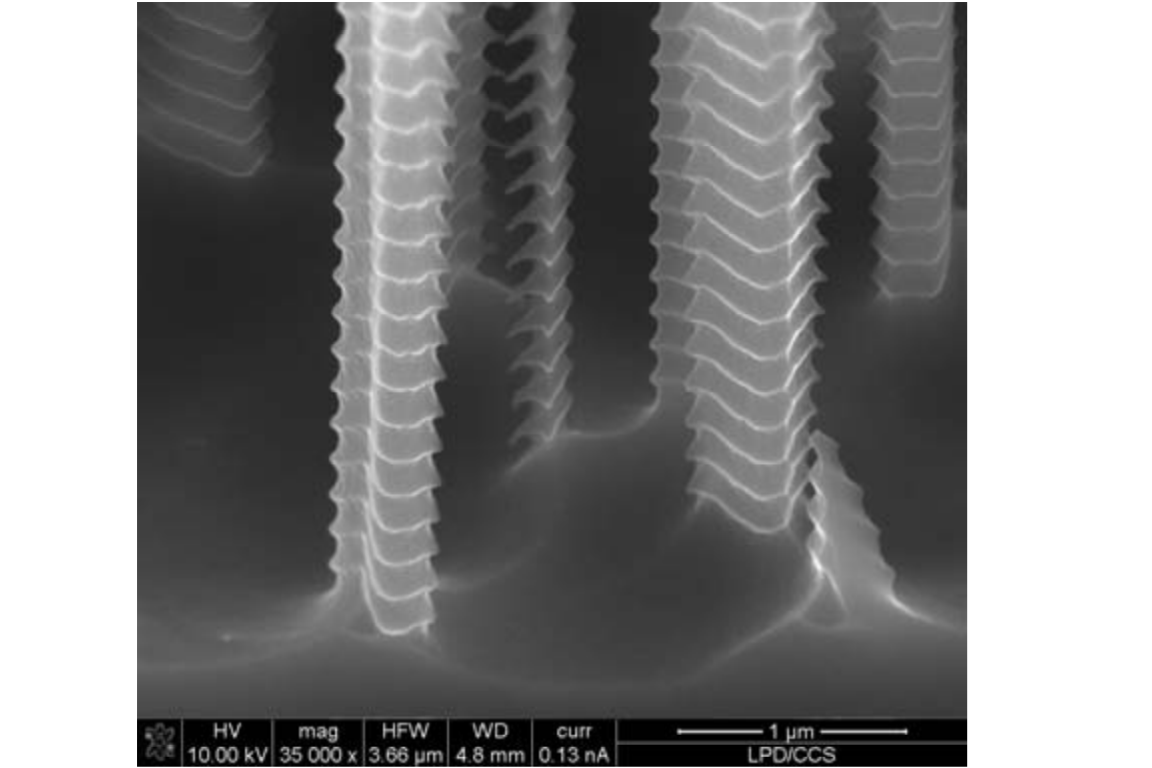
Figura 2. Formação de grass em alta densidade que constitui silício negro captada por microscopia eletrônica de varredura (SEM) de alta resolução.

1. Microssensor de movimento (Giroscópio) utilizado em celulares para detectar o movimento do aparelho em torno de seu próprio eixo, podendo indicar a mudança de direção do objeto em movimento.
2. Micromotor utilizados em microssistemas vibratórios[4].
3. Acelerômetro que são usados para medir a variação de velocidade em função através da oscilação de um conjunto de capacitores[8].
4. Silício negro utilizado em superfícies de células solares para aumento da absorção luminosa devido sua variação por formação do tipo grass[7].
5. Canais micro-fluídicos para análise química de certos gases e líquidos[2].